# Pandanus brevicornutus
Pandanus brevicornutus är en enhjärtbladig växtart som beskrevs av Harold St.John. Pandanus brevicornutus ingår i släktet Pandanus och familjen Pandanaceae. Inga underarter finns listade.